# ميلتون رودريغيز
ميلتون رودريغيز (28 أبريل 1976 بكالي في كولومبيا - ) هو لاعب كرة قدم كولومبي وكوري جنوبي في مركز الهجوم. شارك مع منتخب كولومبيا لكرة القدم. أما مع النوادي، فقد لعب مع أتليتيكو هويلا وأمريكا دي كالي وإنديبنديينتي سانتا في وجونبك هيونداي موتورز وديبورتيفو كالي ونادي دالاس ونادي ميلوناريوس ونيوكاسل يونايتد جتس وCortuluá ‏ وديبورتيس توليما ونادي إنفيغادو وريال قرطاجنة وديبورتيفو بيريرا وكوكوتا ديبورتيفو ‏.

## وصلات خارجية
- ميلتون رودريغيز على موقع الاتحاد الدولي (مؤرشف)  (الإنجليزية)
- ميلتون رودريغيز على موقع دوري كوريا الجنوبية (الإنجليزية)
- ميلتون رودريغيز على موقع الدوري الأمريكي (الإنجليزية)
- ميلتون رودريغيز على موقع قاعدة بيانات كرة القدم.إي يو (الإنجليزية)
- ميلتون رودريغيز على موقع ناشيونال فوتبول تيمز (الإنجليزية)
- ميلتون رودريغيز على موقع عالم كرة القدم.نت (الإنجليزية)